# Sasca Montană
Sasca Montană là một xã thuộc hạt Caraș-Severin, România. Dân số thời điểm năm 2002 là 1896 người.